# Jozef Gruska
Jozef Gruska (Rabčice, 11 de dezembro de 1933) é um cientista da computação eslovaco.
Gruska obteve um doutorado na Academia de Ciências da Eslováquia em Bratislava. É professor da Universidade Masaryk em Brno. 
É membro da Academia Europaea. 
Recebeu o Prêmio Pioneiro da Computação de 1996.

## Obras
- Foundations of computing, International Thompson 1997
- Quantum computing, McGraw Hill 1999